# Paro (district)
Pour les articles homonymes, voir Paro.
Paro est l'un des 20 dzongkhags (districts) du Bhoutan. Il est traversé par la Paro Chhu, un sous-affluent du Brahmapoutre.

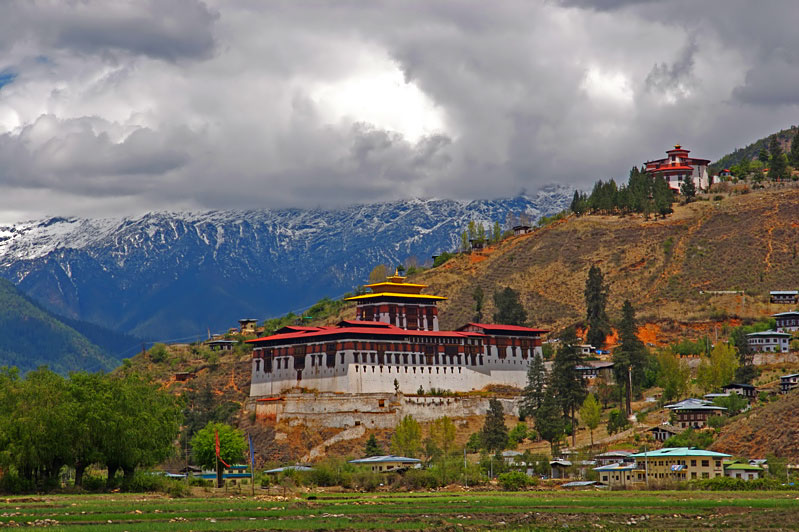
Rinpung Dzong, à Paro.

## Villes du district
- Atsho Chhubar
- Paro

## Transports
L'aéroport international de Paro, situé à 2 235 m d'altitude, est l'unique aéroport international du Bhoutan.

## Représentation à l'Assemblée nationale
Le district comporte deux circonscriptions législatives. Les députés actuels sont Gem Tshering et Sonam Tashi, tous deux issus du PDP.
| Code   | Nom               | Electeurs enregistrés |
| ------ | ----------------- | --------------------- |
| NA0801 | Dokar Sharpa      | 8 209                 |
| NA0802 | Lamgong Wangchang | 9 512                 |

| Élection  | Circonscription | Circonscription | Circonscription | Circonscription | Circonscription | Circonscription |
| Élection  | NA0801          | NA0801          | NA0801          | NA0802          | NA0802          | NA0802          |
| Élection  | Parti           | Parti           | Député          | Parti           | Parti           | Député          |
| --------- | --------------- | --------------- | --------------- | --------------- | --------------- | --------------- |
| 2008      |                 | DPT             | Chencho Dorji   |                 | DPT             | Khandu Wangchuk |
| 2013      |                 | PDP             | Kezang Wangmo   |                 | DPT             | Khandu Wangchuk |
| 2018      |                 | DNT             | Namgay Tshering |                 | DNT             | Ugyen Tshering  |
| 2023-2024 |                 | PDP             | Gem Tshering    |                 | PDP             | Sonam Tashi     |